# Serenici
Un agente serenico, o antiaggressivo, è un tipo di farmaco che riduce irritabilità e aggressività.

## Esempi
Lo stupefacente MDMA ("ecstasy") fa parte degli entactogeni empatogeni, o semplicemente entactogeni. Questi agenti conferiscono serenità ed empatia ed, effetti euforizzanti a parte, sono associati a un maggior desiderio di relazionarsi con il prossimo, empatia emozionale ed atteggiamenti prosociali. Si ritiene che gli effetti entactogenici di questi farmaci siano correlati alla loro capacità di aumentare temporaneamente i livelli di serotonina, dopamina e, in particolare, di ossitocina. Alcuni altri farmaci serotoninergici, come gli agonisti del recettore 5-HT, aumentano anche i livelli di ossitocina e possono possedere anche proprietà sereniche. Gli agonisti dei recettori 5-HT 1A e 5-HT(fenilpiperazina eltoprazina, fluprazina e batoprazina) sono oggetto di studio su animali.
Agonisti e antagonisti dei recettori per ossitocina e vasopressina hanno dimostrato di diminuire il comportamento aggressivo.
Alcuni neurosteroidi, come l'allopregnanolone, sembrano anche svolgere un ruolo nella regolazione dell'aggressività, incluso, in particolare, il comportamento aggressivo sessualmente dimorfico. Anche gli ormoni sessuali testosterone ed estradiolo regolano l'aggressività.
SRX-246 è un antagonista del recettore 1A della vasopressina che è in sviluppo da parte di Azevan Pharmaceuticals per il trattamento del disturbo esplosivo intermittente (IED) ma tuttora fermo alla fase 2 di sperimentazione.
Per ora, non sono disponibili farmaci serenici specifici per il trattamento dell'aggressività nell'uso clinico.